# Leon Ockenden
 (juin 2018).
Leon Ockenden (né le 16 août 1978) est un acteur, réalisateur et scénariste britannique qui travaille à la télévision, au cinéma, au théâtre et à la radio. 

## Carrière
Il grandit dans la station balnéaire de Looe, en Cornouailles. Il quitte l'école à l'âge de 16 ans pour devenir boulanger. Après avoir travaillé pendant un an dans des cuisines d'hôtels en Suède et en Allemagne, il retourne en Grande-Bretagne pour travailler comme pâtissier à l'hôtel Hilton du Park Lane à Londres. Il étudie les arts de la scène au College of Further Education de Plymouth. Il reçoit ensuite une bourse de l'Académie de musique et d'art dramatique de Londres, où il suit un cours de trois ans et obtient son diplôme en 2003.
Ockenden apparait dans la série télévisée dramatique britannique / australienne Tripping Over, interprétant un charpentier nommé Callum. Il prête sa voix et sa ressemblance au jeu vidéo 2010 Heavy Rain, dans lequel il joue le rôle du profileur du Federal Bureau of Investigation, Norman Jayden. Avant que le spectacle soit annulé en 2015, il est un habitué de la série télévisée dramatique britannique Waterloo Road, dans laquelle il joue le rôle de Hector Reid, un professeur d'éducation physique et parfois vitrioliste. Après Waterloo Road, Ockenden a d'autres rôles en tant que membre de la distribution récurrente, notamment le personnage de Will dans le long feuilleton Coronation Street. Il rejoint également l'équipe de présentation de This Morning en tant que l'un de ses chefs réguliers pour son segment de la cuisine.

## Vie privée
Ockenden épouse l'actrice Vanessa Hehir le 24 octobre 2010. Ils ont une fille.

## Filmographie

### Cinéma
- 2003 : The Private Life of Samuel Pepys : Pembleton
- 2004 : Hawking : Rosencrantz
- 2005 : Vegabond Shoes : Champagne waiter
- 2009 : Mr. Right : Lawrence
- 2009 : Dread : Jimmy Cake
- 2010 : An Old Fashioned Christmas : Cameron
- 2011 : Baroque : Lover/fighter
- 2011 : The Field of Vision : Cpt. Joe Temski
- 2012 : Red Tails : Co-pilot
- 2012 : Best Possible Taste: The Kenny Everett Story : Philip
- 2012 : The Man Who Stopped WW3: Revealed/The Man Who Saved the World : Arkhipov
- 2013 : The Cosmonaut : Stas
- 2013 : Don't Miss the Cup : Peter
- 2013 : Open Desert : David
- 2015 : Eliana : Dude
- 2016 : Across the River : Cake shop owner
- 2020 : Sorcière (The Reckoning) de Neil Marshall : Morton Tobias

### Télévision
- 2003 : Judge John Deed : Nick (1 episode)
- 2004 : Midsomer Murders : Jackie Rolder (1 épisode)
- 2004 : Hustle : Simon (1 épisode)
- 2004 : Family Affairs : Sam Taylor (20 épisodes)
- 2005 : Totally Frank : Miles (1 épisode)
- 2006 : Tripping Over : Callum (6 épisodes)
- 2004 : Inspecteur Barnaby : Jackie Rolder (1 épisode)
- 2007 - 2008 Heartbeat :Dr Chris Oakley (10 épisodes)
- 2008 : Heroes and Villains : Earl of Leicester (1 épisode)
- 2009 - 2013 : Casualty : Luke Riley/Adam Ridle (2 épisodes)
- 2010 : Secret Diary of a Call Girl : Connor (4 épisodes)
- 2010 : Identity : DI Terry Eggleston (1 épisode)
- 2010 : New Tricks : Kevin Humphreys (1 épisode)
- 2010 : The Runaway : Bruce (4 épisodes)
- 2012 : Secrets of the Dead : Vasili Arkhipov (1 épisode)
- 2013 : The Cosmonaut: Transmedia Experience : Stas (31 épisodes)
- 2014 : Waterloo Road : Hector Reid (20 épisodes)
- 2015 : Mr Selfridge : Supreme Tweeter (1 épisode)
- 2015 : Supreme Tweeter : Tweeter (1 épisode)
- 2016 : This Morning : Guest Chef (10 épisodes)
- 2016 - 2017 : Coronation Street : Will Chatterton (38 épisodes)
- 2024 : Senna

### Jeux vidéo
- 2010 : Heavy Rain : Norman Jayden (voix et modèle)

### Vidéos musicales
- 2005 : Desire : Boss

## Théâtre
- Flare Path (2015)
- Muswell Hill (2012)
- Plague Over England (2008)
- Women Beware Women (2006)
- The Tempest (2006)